# Station Settle
Settle is een spoorwegstation van National Rail in Settle, Craven in Engeland. Het station is eigendom van Network Rail en wordt beheerd door Northern Rail. Het station is geopend in 1876. 